# Universidad Federal del Amazonas
La Universidad Federal de Amazonas (UFAM) es una institución pública brasileña de educación superior. Es la universidad más grande del estado de Amazonas y una de las principales de la Región Norte de Brasil. Es una de las más antiguas instituciones de enseñanza superior del estado de Amazonas, originándose a partir de la Universidad Libre de Manaos (Escola Universitária Livre de Manáos), fundada el 17 de enero de 1909. Incluso con la extinción de la escuela, se mantuvo la Facultad de Derecho, que ha seguido el modelo actual del centro universitario.
El campus principal de la universidad se encuentra en Manaos, que es uno de los fragmentos de bosques urbanos más grandes de Brasil dedicado a una institución de educación superior, con 6.7 millones de metros cuadrados. La Universidad Federal de Amazonas tiene, en sus escuelas, 109 cursos de grado, 40 en el stricto sensu y en docenas en sensu lato, además de 645 grupos de investigación. Según datos de 2013, la universidad contaba con unos 25.000 estudiantes y 2.700 empleados.

## Historia
La historia de la Universidad Federal do Amazonas comienza el 17 de enero de 1909, año en que fue fundada a Escuela Universitaria Libre de Manaos (Escola Universitária Livre de Manáos), más tarde renombrada Universidad de Manaos (Universidade de Manáos).
A pesar de encontrarse en la capital, Manaos, en aquella época la Universidad recibió recursos financieros de otros municipios del Estado de Amazonas.
La decadencia económica de la región después del Fiebre del Caucho derivó en la desintegración de la Universidad en Escuelas Superiores separadas. Luego de ese período, el 12 de junio de 1962 es refundada por la Ley Federal 4096, siendo renombrada a Universidad de Amazonas (Universidade do Amazonas) y estando constituida por la reintegración de las instituciones de enseñanza superior de ese estado. Con la Ley Federal 10468, el 20 de junio de 2002 pasó a ser denominada Universidad Federal de Amazonas (Universidade Federal do Amazonas).

### Comienzo

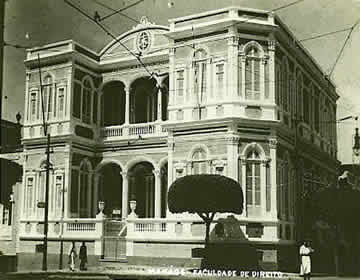
Facultad de Derecho del Amazonas, perteneciente a la universidad.

El 17 de enero de 1909, surgió la Escuela Universitaria Libre de Manaos -(Escola Universitária Livre de Manaós), concebida por inspiración del Teniente Coronel del Club de la Guardia Nacional de Amazonas, Joaquim Eulálio Gomes da Silva Chaves. En la sesión plenaria del 12 de febrero de 1909, el Consejo Constituyente eligió a Chaves para promover el reconocimiento de la Escuela y asegurar la publicación de sus estatutos. La ley 608, publicada en octubre de 1909, considera válidos los títulos expendidos por la Escuela Universitaria. El título de primera universidad se debe al hecho de reunir tres áreas de conocimiento (Ciencias Exactas, Humanas y Médicas) y el hecho de haber sido fundad en 1909 con el nombre de Escuela Universitaria. Sin embargo, el curso superior más antiguo de Brasil es el la Real Academia de Artillería, Fortificaciones y Diseño (Real Academia de Artilharia, Fortificação e Desenho), fundada en 1792 (posteriormente dividida en los actuales Instituto Militar de Ingeniería (Instituto Militar de Engenharia) y la Escuela Politécnica de UFRJ (Escola Politécnica de UFRJ).
La nueva universidad, concebida por Eulálio Chaves, nació arraigada en el espíritu democrático que ahora invade la comunidad universitaria, con respecto a la pluralidad de ideas, eligiendo a Astrolábio Passos como su primer director general, gracias a los votos de los docentes de las Facultades de Ciencias Jurídicas y Sociales, de Medicina, de Ciencias y Letras, y de Ingeniería, que juntas constituían la Universidad de Manáos. La universidad Federal de Amazonas es considerada como la primera universidad brasileña debido a que se creó a partir de la Escuela Universitaria Libre de Manaos, fundada en 1909. Asimismo, con la extinción de Escuela, permaneció la Facultad de Derecho, que continuó el modelo de la actual UFAM.